# 見張り

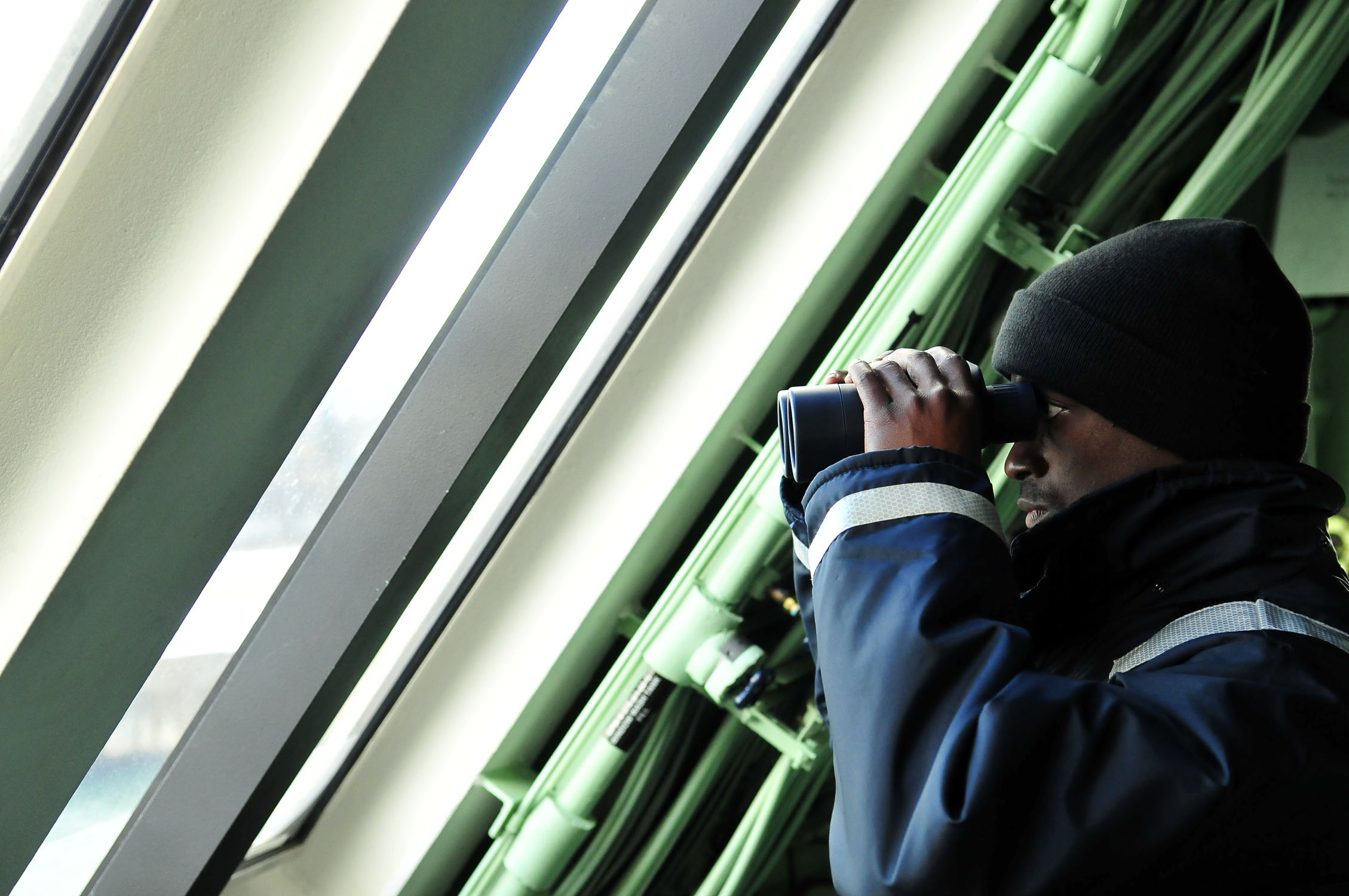
アメリカ海軍が双眼鏡を使用して見張りを行う様子

見張り（みはり、英語: lookout）とは、目を配って番をすること、もしくはその役職者で監視者などとも呼ばれる。

## 日本
江戸時代、外国船を見張るための遠見番所が置かれ、遠見という役人が置かれ、外国船が来た時に音を鳴らせて知らせた。1638年に、江戸幕府が長崎半島先端部の野母村（長崎市野母町）にある日ノ山に置いたのが最初で、その後各所に置かれた。
- 先島諸島火番盛

火の見櫓には、火番などが置かれ、火災を見つけると半鐘や太鼓を鳴らして知らせた。
海上衝突予防法、第5条（見張り）では、「船舶は、周囲の状況及び他の船舶との衝突のおそれについて十分に判断することができるように、視覚、聴覚及びその時の状況に適した他のすべての手段により、常時適切な見張りをしなければならない。」とされている。